# Sabalia
Sabalia é um gênero de mariposa pertencente à família Bombycidae.